# إبينزير أسيفوا
ابينزير اسيفوا (بالإنجليزية: Ebenezer Assifuah)‏ (3 يوليو 1993 أكرا غانا - ) هو لاعب كرة قدم غاني، شارك في كأس الأمم الأفريقية 2017.

## روابط خارجية
- ابينزير اسيفوا على موقع الاتحاد الدولي (مؤرشف)  (الإنجليزية)
- ابينزير اسيفوا على موقع قاعدة بيانات كرة القدم.إي يو (الإنجليزية)
- ابينزير اسيفوا على موقع ناشيونال فوتبول تيمز (الإنجليزية)
- ابينزير اسيفوا على موقع Soccerway.com (الإنجليزية)
- ابينزير اسيفوا على موقع AS.com (الإسبانية)